# 長田 (沖縄県)
長田（ながた）は、沖縄県那覇市と宜野湾市にある地名。

## 那覇市
1丁目と2丁目からなる。

### 施設
1丁目
- 那覇市立寄宮中学校
- 長田郵便局
- 丸大長田店

2丁目
- 那覇市立上間小学校
- 沖縄大学第2・第3駐車場

### 隣接する地域
- 国場
- 寄宮
- 識名
- 仲井間

## 宜野湾市
1丁目から4丁目、字長田からなる。

### 施設
1丁目
- サンエーながたV21
- 長田郵便局
- 焼肉ステーションバンボシュ

2丁目
3丁目
4丁目
字長田

### 交通
- 国道330号
- 沖縄県道32号

上記の2本の道路が交差する長田交差点がある。

### 隣接する地域
- 宜野湾
- 志真志